# Nobuhisa Yamada
Nobuhisa Yamada (山田 暢久, Yamada Nobuhisa) est un footballeur japonais né le 10 septembre 1975 à Fujieda. Il évolue au poste de défenseur avec l'Urawa Red Diamonds.

## Carrière
- 1994-2014 : Urawa Red Diamonds ( Japon)

## Palmarès
- Championnat du Japon de football : 2006
- Coupe du Japon de football : 2005, 2006
- Coupe de la Ligue japonaise de football : 2003
- Supercoupe du Japon de football : 2006
- Ligue des champions de l'AFC : 2007